# 柴基夫卡 (丘胡伊夫區)
50°19′27″N 37°10′15″E / 50.32417°N 37.17083°E
柴基夫卡（烏克蘭語：Чайківка）是位於烏克蘭東部的村莊，由哈爾科夫州丘胡伊夫区的沃夫昌斯克市鎮負責管轄。該村始建於1870年，面積0.095平方公里，海拔高度116米，2001年人口45。